# MTH Hranice, Inc.
MTH Hranice, Inc. (чеськ. MTH Praha as) — чеська компанія, що спеціалізується на виробництві колійних машин для будівництва, поточного утримання та ремонту залізничних колій. Річний оборот компанії становить 5-10 мільйонів €.

## Історія
Компанія Mechanizácia tratoveho hospodarstvi Praha (MTH Praha) заснована за вказівкою міністерства транспорту Чехії в 1957. Завданням компанії були роботи з дослідження, розробки, виробництва та ремонту машин та обладнання для будівництва, відновлення, реконструкції та технічного обслуговування залізничних колій.
1 травня 1992 відокремлена від Чехословацьких державних залізниць та акціонована. У період приватизації, MTH увійшла до складу Cimex Group.

## Продукція

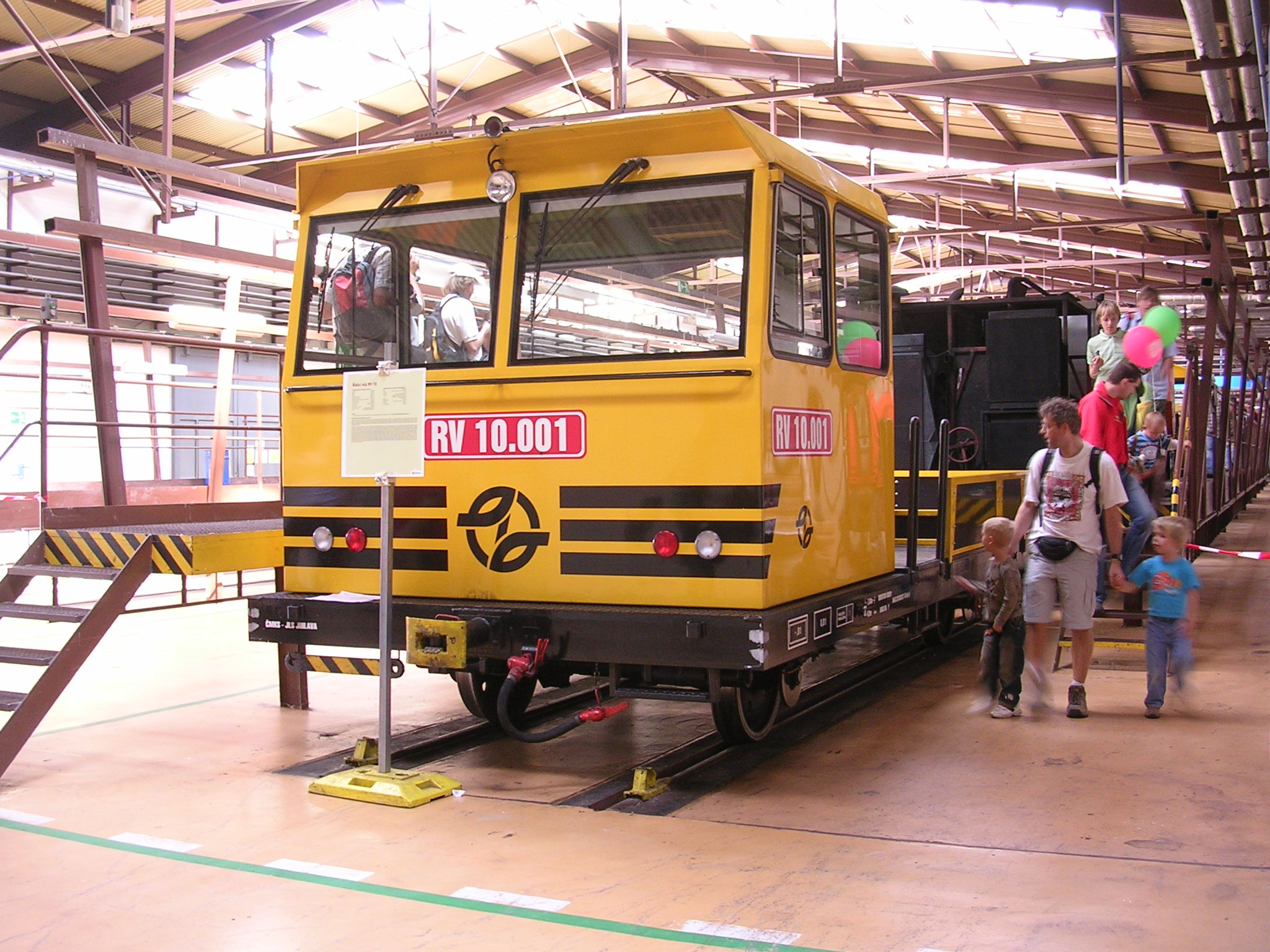
Подорожня машина RV 10

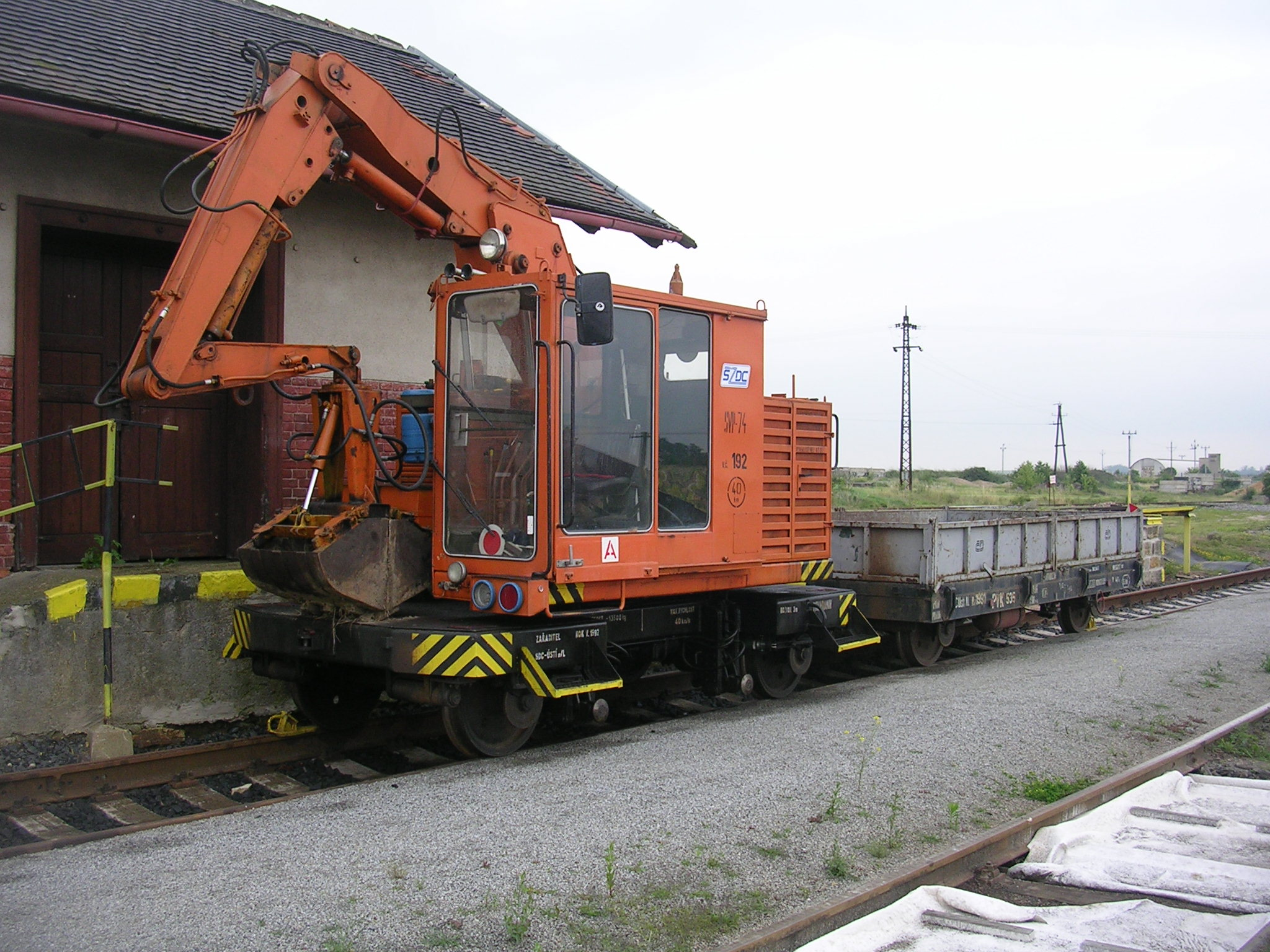
Подорожня машина SVP-74

Основним напрямом діяльності компанії є виробництво колійних машин різного призначення:
- Щебнеочисні машини (SC 600 та SC 601)
- Балласторозподільні машини (SPZ 5)
- Склади для вивезення засмічувача (ZV 35.1 та VVM 1000.1)
- Стабілізатори колії (VKL 402, VKL 404)
- Машини для обслуговування контактної мережі (MT-S та APV)
- Спеціальні машини (SP-904)
- Снігоочисники (плуговий SFB 3000, роторний KSF 70.2)
- Подорожімірники (MD-2)
- Допоміжні машини (автомотріси MV 80.2, MUV 69.5, DELTA 175, DELTA 800)
- Тягові енергетичні модулі (PA 300 та PA 500)
- Ручний шляховий інструмент (гайковерти MZJ 97 і EZ 76, шпалопідбійки EP 2)